# Ficinus
Ficinus is een geslacht van wantsen uit de familie van de Miridae (blindwantsen). Het geslacht werd voor het eerst wetenschappelijk beschreven door William Lucas Distant in 1893.

## Soorten
Het genus bevat de volgende soorten:

- Ficinus distanti Schaffner & Schwartz, 2008
- Ficinus sagittarius Distant, 1893